# New Market (Virginia)
New Market is een plaats (town) in de Amerikaanse staat Virginia, en valt bestuurlijk gezien onder Shenandoah County.

## Demografie
Bij de volkstelling in 2000 werd het aantal inwoners vastgesteld op 1637.
In 2006 is het aantal inwoners door het United States Census Bureau geschat op 1847, een stijging van 210 (12,8%).

## Geografie
Volgens het United States Census Bureau beslaat de plaats een oppervlakte van
5,2 km², geheel bestaande uit land. New Market ligt op ongeveer 316 m boven zeeniveau.

## Plaatsen in de nabije omgeving
De onderstaande figuur toont nabijgelegen plaatsen in een straal van 20 km rond New Market.